# Zayn Malik
Pour les articles homonymes, voir Malik.
Zayn Malik ou simplement Zayn stylisé ZAYN, né le 12 janvier 1993 à Bradford (Royaume-Uni) est un chanteur, mannequin et acteur britannique.
En 2010, il participe à l'émission de chant The X Factor et forme le boys band One Direction avec Niall Horan, Louis Tomlinson, Liam Payne et Harry Styles. En 2015, il quitte le groupe pour se lancer en solo et signe un contrat avec le label américain RCA Records.
Grâce à son premier single Pillowtalk, il devient premier artiste britannique en solo à être placé en tête des classements musicaux au Royaume-Uni. Son premier album Mind of Mine sort en 2016 puis son deuxième album Icarus Falls, est commercialisé en 2018 tandis que son troisième album Nobody Is Listening est lancé en 2021.

## Biographie

### Jeunesse
Zain Javaad Malik a changé son prénom pour Zayn mais les raisons restent inconnues,. Il est le fils de Yaser Malik, un immigrant pakistanais de confession musulmane et Patricia Brennan, épouse de Malik, une anglaise convertie à l'Islam depuis son mariage,. Il est le deuxième enfant et le seul garçon de sa fratrie, incluant 3 sœurs.
Il fréquente l'école primaire et la Tong Leadership Academy (en) à Bradford. Il grandit en écoutant la musique de son père, principalement du RnB, du hip-hop et du reggae. Avant de commencer sa carrière musicale, il avait l'intention d'obtenir un diplôme universitaire en anglais dans l'espoir de devenir professeur d'anglais.

### Carrière dans la musique

#### 2010: The X Factor

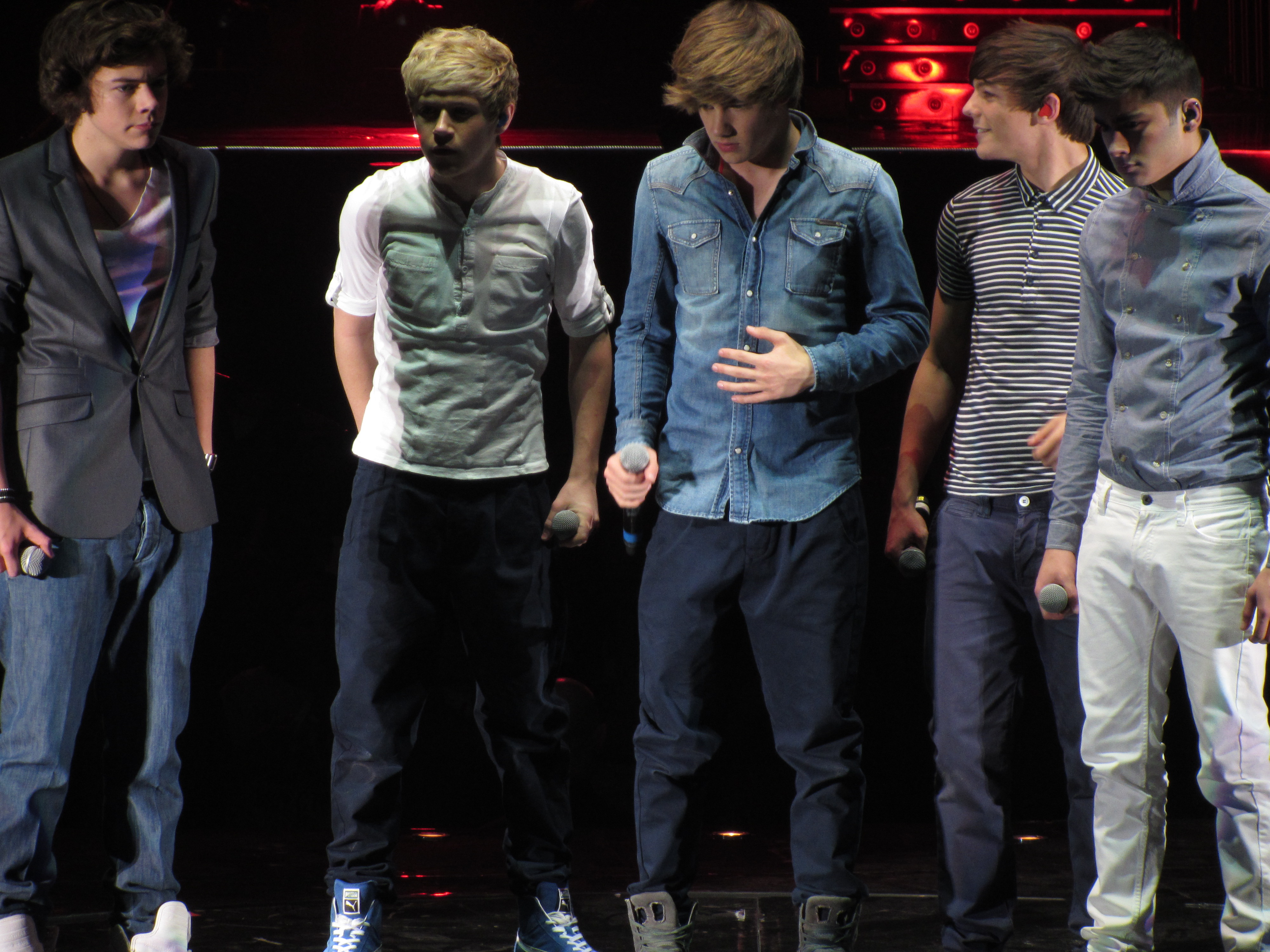
One Direction lors de la tournée X Factor en avril 2011 à Glasgow.

En 2010, il auditionne à Manchester pour la septième saison du télé-crochet The X Factor. Le matin de l'audition, Malik est nerveux et refuse d'y aller, mais sa mère finit par le convaincre,. Il interprète Let Me Love You (en) de Mario. Il progresse dans la catégorie « Garçons » jusqu'à l'épreuve dite du bootcamp. Simon Cowell et Nicole Scherzinger prennent la décision de réunir Malik, Liam Payne, Harry Styles, Niall Horan et Louis Tomlinson afin qu'ils forment ensemble un groupe,. Ensuite ils ont deux semaines pour apprendre à se connaître et s'entraîner en groupe. C'est Harry Styles qui trouve le nom du groupe : One Direction. Pour se qualifier dans la maison des juges, ils interprètent en version acoustique la chanson Torn reprise par Natalie Imbruglia. Ils vont en finale et terminent 3e de la compétition mais gagnent en popularité au Royaume-Uni.
Le groupe signe un contrat avec le label discographique Syco Music.

#### 2015 - 2017:Mind of Mine

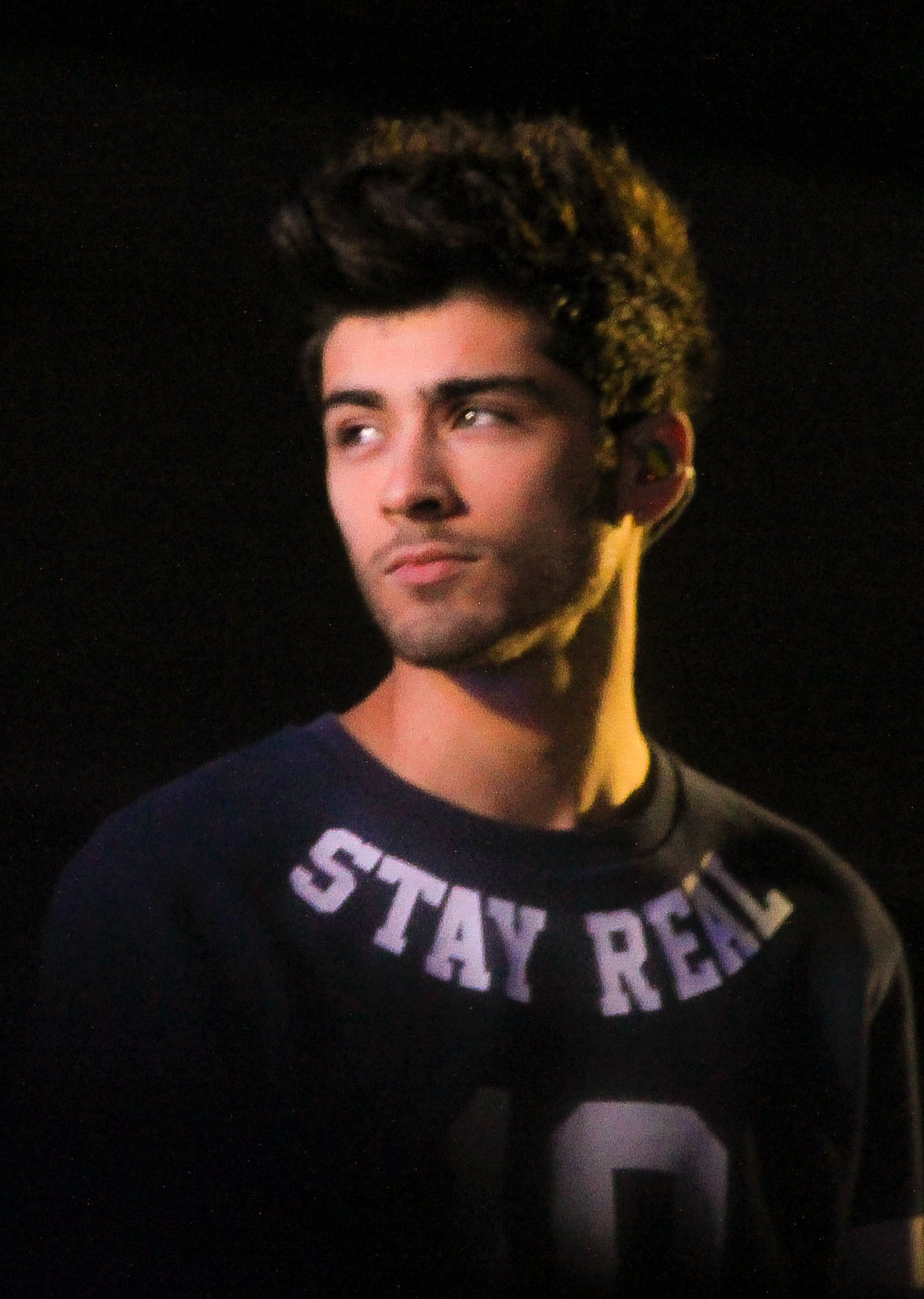
Zayn Malik en 2014 lors d'une tournée avec le groupe One direction

En mars 2015, Malik est aperçu à Londres, entrant dans un studio avec le producteur Naughty Boy. Après son départ du groupe One Direction, Malik se lance dans une carrière solo, avec la sortie de son premier album studio sous le label Syco en 2016. Le même mois, Naughty Boy publie sur SoundCloud une première démo de la chanson I Won't Mind.
En juin 2015, le rappeur britannique Mic Righteous en collaboration avec Malik, dévoile No Type, une reprise de la chanson hip hop de Rae Sremmurd.
Il travaille également avec les rappeurs de grime Krept & Konan pendant cette période, mais les sons ne sont jamais publiés en raison de la séparation de Malik avec le producteur. Bien que non publié, ce travail aide le chanteur à intéresser un nouveau public au Royaume-Uni.
En juillet 2015, Malik annonce avoir signé avec le label RCA Records. Au cours de cette année, il donne plusieurs interviews dans lesquelles il évoque son premier album studio solo et dévoile une partie de la liste des chansons. Dans le magazine The Fader, il déclare que « Tout ce que j'ai vécu, surtout ces cinq dernières années, sont les influences de l'album ». Lors d'une interview avec Billboard, son principal collaborateur dans l'album, Malay, affirme qu'ils ont fait des efforts inhabituels pour trouver l'inspiration pendant les sessions d'enregistrement, par exemple « nous sommes allés camper pendant une semaine dans la Forêt nationale d'Angeles - nous avons installé un générateur et une tente pour pouvoir enregistrer dans les bois »,.
Durant sa première interview en solo devant la caméra de Zane Lowe pour Beats 1 d'Apple Music, Malik révèle que Mind of Mine est le titre de l'album. Le premier single de l'album, Pillowtalk, sort en janvier 2016. La chanson est classée numéro un dans plusieurs pays, dont le UK Singles Chart au Royaume-Uni ainsi que dans le Billboard Hot 100 aux États-Unis,. Sur ce dernier classement, le single devient la 25e chanson à être numéro un, ce qui fait de lui le premier artiste britannique à être classé numéro un avec un premier single. Le deuxième single officiel de l'album, Like I Would, atteint la première place du classement Billboard Hot Dance Club Songs.
Fin février 2016, le rappeur américain Lil Wayne, remixe la chanson Pillowtalk et peu de temps après, Chris Brown sort un remix de sa chanson Back to sleep avec Malik et Usher,. L'album est sorti en mars 2016 et comprend des chansons co-écrites par Malik et une équipe d'auteurs-compositeurs professionnels, réduites à 46 titres mis de côté; l'une des chansons de l'album met en vedette la chanteuse américaine Kehlani,.
La promotion de l'album comprend sa deuxième apparition dans l'émission The Tonight Show Starring Jimmy Fallon, des performances sur la scène d'iHeartRadio et aux iHeartRadio Music Awards,,.
En juillet 2016, Snakehips dévoile le single Cruel en duo avec Malik. Fin 2016, la chanteuse Taylor Swift et Malik collaborent sur le titre I Don't Wanna Live Forever pour le film Cinquante Nuances plus sombres.

#### 2017 - 2018:Icarus Falls
Le 24 mars 2017, Zayn Malik sort le single Still Got Time en collaboration avec PartyNextDoor. Le single Dusk Till Dawn en duo avec la chanteuse Sia, est diffusé le 7 septembre 2017 et est la bande originale du film La Montagne entre nous.
Le 12 avril 2018, le chanteur sort le premier single de son deuxième album, Let Me. Le deuxième single, Entertainer, sort un mois plus tard. Le troisième single Sour Diesel est diffusé en juillet 2018. Il collabore avec le rappeur Timbaland pour la chanson Too Much (chanson de Zayn) ainsi qu'avec la rappeuse Nicki Minaj sur le titre No Candle No Light,. Le 14 décembre 2018, Zayn sort son second album Icarus Falls contenant 27 chansons.

#### 2019 - présent:Nobody is ListeningetRoom Under the Stairs
Le 25 septembre 2020, Malik sort un single intitulé Better puis début janvier 2021, il annonce un deuxième single, Vibez, ainsi que le nom et la sortie de son troisième album, Nobody Is Listening,.
Le 13 septembre 2021, le chanteur publie trois chansons - Grimez, Believe Me et 47 11 - une collection baptisée Yellow Tape via Dropbox. Un mois plus tard, le label RCA retire le chanteur de ses artistes. Billboard rapporte en janvier 2023 que Malik a signé un contrat de management avec United Talent Agency pour « une représentation dans le domaine de la musique, du cinéma et de la télévision ».

### Carrière dans la mode
En juin 2018, la marque The Kooples annonce une collaboration avec le chanteur pour la collection automne 2018. Depuis octobre 2016, il collabore avec l'entreprise Versace.
Il imagine en tant que directeur artistique une collection capsule destinée aux hommes et aux femmes baptisée Zayn x Versus.
Elle est commercialisée en mai 2017. Il est également l’égérie publicitaire des deux campagnes de la marque, notamment la collection printemps/été 2017.
En février 2019, la marque philippine Penshoppe collabore une nouvelle fois avec le chanteur pour la collection homme printemps/été,.

### Vie privée
Zayn Malik entretient une brève relation avec Rebecca Ferguson, rencontrée pendant l'aventure The X Factor en 2010.
Il partage la vie de la chanteuse britannique, Perrie Edwards, membre des Little Mix, en novembre 2011. Le couple se fiance en août 2013 et se séparent en août 2015.
Il partage la vie de la mannequin américaine, Gigi Hadid en novembre 2015, rencontrée lors d'une soirée de la marque Victoria's Secret,. Ils se séparent une première fois en juin. Ils se remettent ensemble un mois plus tard puis se séparent à nouveau en mars 2018. En décembre 2019, ils 
forment à nouveau un couple et annoncent, en avril 2020, lors de l'émission The Tonight Show Starring Jimmy Fallon, attendre leur premier enfant,. Le mannequin américain donne naissance à leur fille le 20 septembre 2020. En octobre 2021, le couple se sépare à la suite des accusations de violence rapportées par Yolanda Hadid, la mère de Gigi Hadid. Les documents judiciaires indiquent que Malik, au cours d'une dispute avec sa belle-mère « l'aurait empoignée et poussée contre une commode, lui causant une angoisse mentale et une douleur physique » et aurait prononcé des paroles obscènes et menaçantes. Le chanteur est condamné par un tribunal de Pennsylvanie à 360 jours de probation et doit suivre des programmes de gestion de la colère et d'éducation sur les violences domestiques.

### Mort deLiam Payne
Après la mort de son ancien camarade des One Direction, Liam Payne, Zayn Malik a décidé d'interrompre sa première tournée solo pour se remettre de ses émotions et de la perte de son ami. Il a fait savoir à ses fans sur les réseaux sociaux sa tristesse d'avoir perdu son ancien camarade qu'il aimait malgré leurs différends. Lui et les autres membres des One Direction ont tous publié des messages pour sa famille et pour exprimer leur tristesse face à cette nouvelle.

## Filmographie

### Film
- 2018 : Ocean's 8 : caméo

### Séries télévisées
- 2012 : iCarly : lui-même (saison 6, épisode 2)

## Discographie

### Avec One Direction

#### Albums studio
- 2011 : Up All Night
- 2012 : Take Me Home
- 2013 : Midnight Memories
- 2014 : Four

### En solo

#### Albums studio
- 2016 : Mind of Mine
- 2018 : Icarus Falls
- 2021 : Nobody Is Listening
- 2024 : Room Under the Stairs

### Singles

#### En solo
- 2016 : Pillowtalk
- 2016 : Like I Would
- 2016 : Wrong (featuring Kehlani)
- 2016 : I Don't Wanna Live Forever (avec Taylor Swift)
- 2017 : Still Got Time (featuring PartyNextDoor)
- 2017 : Dusk Till Dawn (featuring Sia)
- 2018 : Let Me
- 2018 : Entertainer
- 2018 : Sour Diesel
- 2018 : Too Much (featuring Timbaland)
- 2018 : Fingers
- 2018 : No Candle No Light (featuring Nicki Minaj)
- 2018 : Common
- 2019 : A Whole New World  (featuring Zhavia Ward (en))
- 2020 : Better
- 2021 : Vibez
- 2023 : Love Like This
- 2024 : What I Am (en)
- 2024 : Alienated (en)

#### En featuring
- 2016 : Back to sleep (remix) (Chris Brown featuring Usher & Zayn)
- 2016 : Cruel (Snakehips featuring Zayn)
- 2016 : Freedun (M.I.A. featuring Zayn)
- 2019 : Trampoline (en) (Shaed featuring Zayn)
- 2019 : Rumors (Sabrina Claudio (en) featuring Zayn)
- 2019 : Flames (R3HAB featuring Zayn & Jungleboi)

## Tournées

### Avec One Direction
- 2011-2012 : Up All Night Tour (en)
- 2013 : Take Me Home Tour
- 2014 : Where We Are Tour
- 2015 : On the Road Again Tour

### Première partie
- 2011 : X Factor Tour 2011
- 2012 : Better with U Tour (Big Time Rush) (février/mars 2012)